# Högby hamn

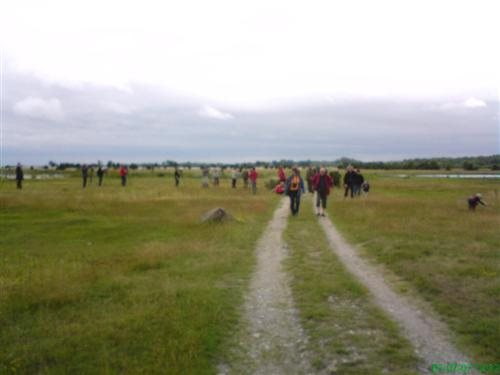
Fågelskådare i Högby hamn

Högby hamn är ett djurskyddsområde på nordöstra Öland, nära Löttorp i Borgholms kommun. Det består huvudsakligen av betade strandängar och långgrunda strandpartier.      

## Arter

### Fåglar
Länsstyrelsen i Kalmar län menar att platsen ur fågelsynpunkt tillhör de allra främsta sjömarkerna på Öland. Kombinationen av välbetad strandäng, våtmarker och flacka stränder gör att området är mycket artrikt, framförallt när det gäller vadare och simänder. Karaktärsfågelarter för sjömarkerna är skärfläcka, rödbena och gravand. Även arter som kärrsnäppa, skräntärna, småtärna, ägretthäger, bläsand, brunand, snatterand, årta och svärta förekommer. Totalt häckar ett trettiotal arter i området. Vissa år hyser området häckande bestånd av samtliga svenska simänder.

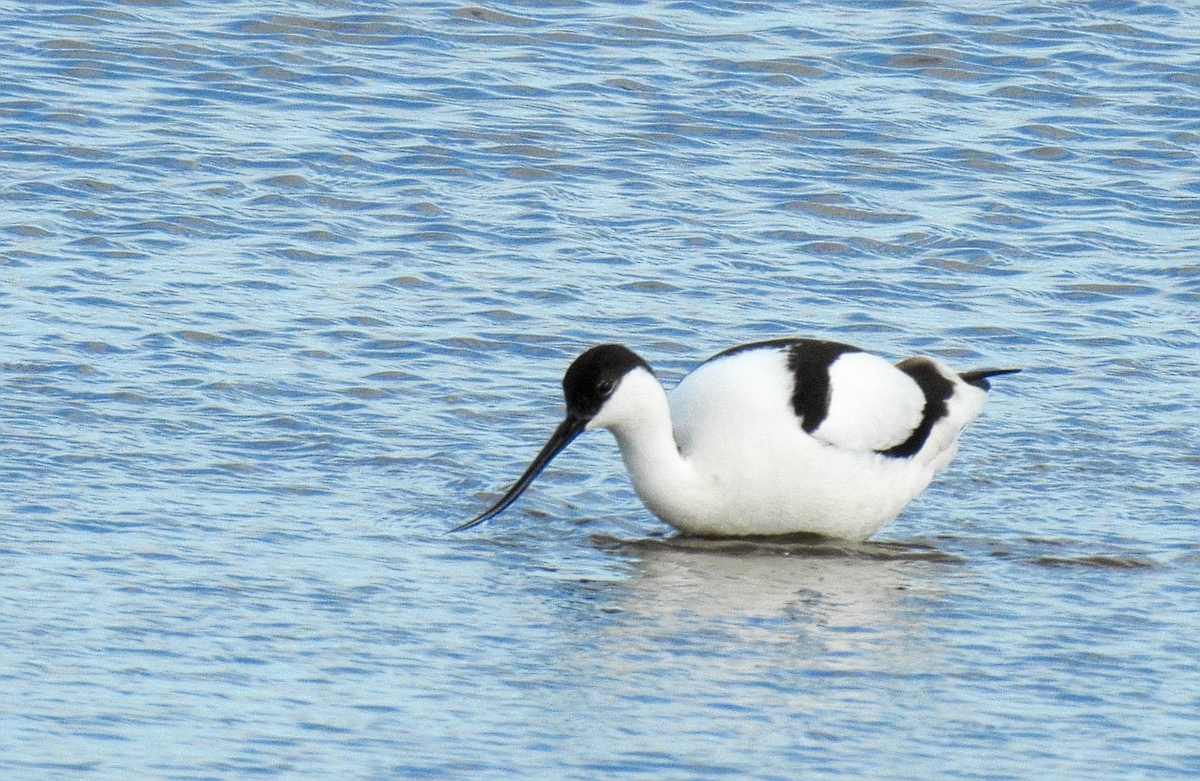
Skärfläcka

Tack vare mångfalden av biotoper inom en begränsad yta anses platsen intressant för fågelskådning under alla årstider – inte minst under vår och höst då sjömarkerna är en välbesökt rastplats för flyttfåglar, främst gäss, änder, vadare (däribland sibiriska sådana) och småfåglar. Trots att fåglarna kan rasta nästan överallt längs kusten sker en koncentration vid Högby hamn samt några andra enstaka platser som framstår som särskilt viktiga. 
För att vara en kustmiljö längs östra Öland är platsen ovanligt lättillgänglig för fågelskådning.

### Flora och övrig fauna

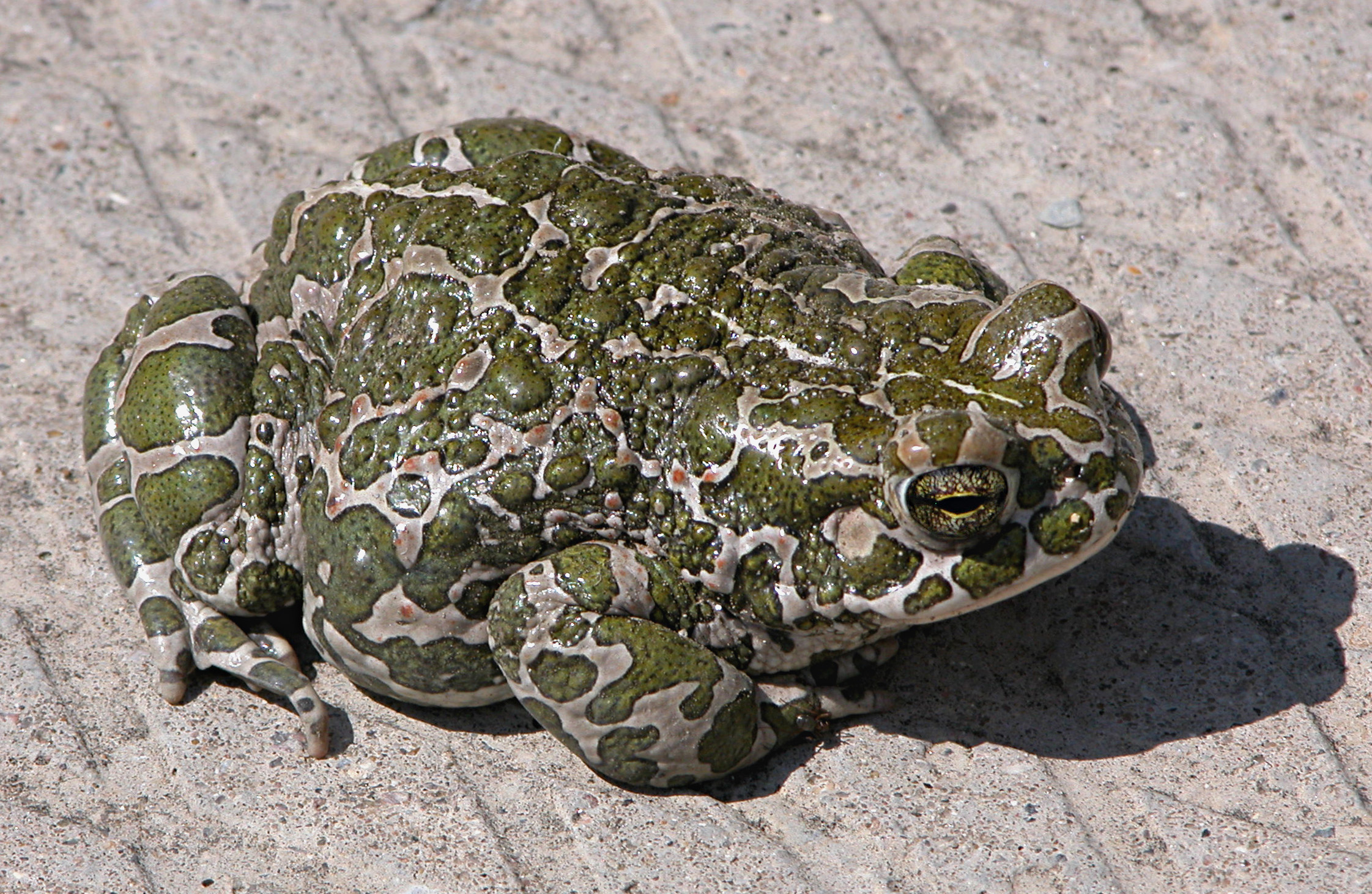
Grönfläckig padda

Fjärilsfaunan inkluderar hökblomsternätfjäril, svingelgräsfjäril och allmän purpurmätare. Den ytterst sällsynta mullvadssyrsan har påträffats, liksom flera olika arter av jordstjärnor. Saltnarv, solvända, smultronklöver, fältsippa, honungsblomster, kärrknipprot och ormtunga hör till växtligheten.
Efter att ha försvunnit på 1990-talet har tusentals exemplar av grönfläckig padda sedan 2010-talet planterats i området av länsstyrelsens naturvårdsenhet och Stiftelsen Nordens Ark. Planteringar har utförts bl.a. 2018 och 2022. Aktörerna har för att förbättra paddans förutsättningar gjort omfattande restaureringar av dess livsmiljöer i området. Allmänheten uppmanas att rapportera sina observationer av paddor i området  till Nordens Ark, som vidarebefordrar dem till Artportalen.

## Skydd
Kustlagunerna Gjuskärr och Lilla hamnen, Själgrundsudd samt en grund vik söder därom ingår i skyddsområdet. Det omfattar 87 ha och anses mycket känsligt för störningar. Det är under perioden 1 april till 31 juli därför endast tillåtet att beträda det på särskilt anvisade vandringsleder.
Området ingår i EU:s nätverk för värdefull natur, Natura 2000, i syfte att "bevara sjömarkens öppna och betespräglade karaktär samt skydda och vårda dess unika land- och vattenmiljöer som bl.a. gör området till en viktig rast- och häckningslokal för fåglar samt föryngringsplats för fiskar".
Fortsatt bete och skötsel är en förutsättning för att naturvärdena ska bestå. Genom EU-projektet LIFE-BaltCoast finansierades och utfördes slåtter, vattennivåreglering och fördjupning av flera vattensvackor under 2010-talets början. Tack vare åtgärderna bedöms det finnas goda chanser att arter som brushane och sydlig kärrsnäppa ska återkomma till området. Länsstyrelsen har skapat en plan för hur dess långsiktiga förvaltning ska säkerställas även efter att LIFE-fondens finansiering upphört.

## Historia
Markerna har brukats i århundraden, kanske årtusenden, av öländska bönder. Hö till djuren på vintern har bärgats med liens hjälp. Fågelskydd instiftades 1977. 